# 伏見晁
伏見 晁（ふしみ あきら、1900年6月18日 - 1970年9月27日）は、日本の脚本家である。新漢字表記伏見 晃（読み同）、本名は野村 晁（のむら あきら）、野村浩将との共同名錦 美奈仁（にしき みなひと）でも活動した。

## 人物・来歴
1900年（明治33年）6月18日、愛知県名古屋市に「野村晁」として生まれる。
東京に移り、旧制・明治大学に入学するが、中途退学する。
松竹キネマ（現在の松竹）が東京・蒲田に開いた松竹蒲田撮影所に入社、1926年（大正15年）、蔦見丈夫監督の『鉄腕』の脚本を執筆して脚本家としてデビューする。1929年（昭和4年）には小津安二郎監督の『学生ロマンス 若き日』にオリジナル脚本を提供し、1930年（昭和5年）には小津の原作・監督による『落第はしたけれど』を脚色した。

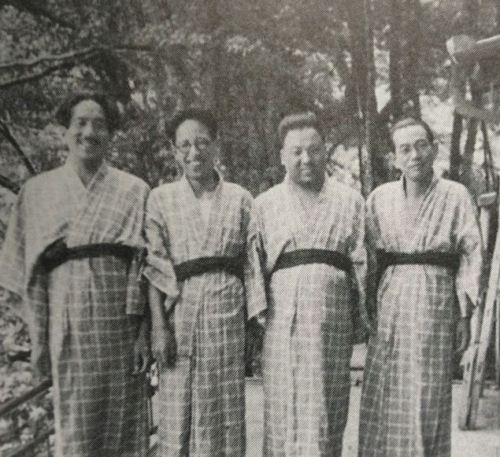
小津安二郎-伏見晁-清水宏-野田高梧1928

1931年（昭和6年）には、同撮影所初のトーキー、五所平之助監督の『マダムと女房』に参加、北村小松が執筆したオリジナルシナリオに「ギャグマン」として関わった。1933年（昭和8年）には、川端康成の小説『伊豆の踊子』の最初の映画化である五所平之助監督の『恋の花咲く 伊豆の踊子』を脚色した。
1936年（昭和11年）には同撮影所が大船に移転になり、伏見もともに異動した。前年に公開された五所平之助監督の『人生のお荷物』が蒲田での最後の伏見が手がけた作品であり、斎藤寅次郎監督の『女は何故怖い』が松竹大船撮影所での最初の作品となった。
第二次世界大戦中も大船で脚本を書き、1944年（昭和19年）、斎藤寅次郎監督の『敵は幾万ありとても』の脚本を山形雄策とともに執筆し、初めて東宝製作の作品を手がけた。伏見にとっての終戦後第1作は、当時松竹京都撮影所長だったマキノ正博（のちのマキノ雅弘）が製作・監督した同撮影所の戦後第1作『千日前附近』で、長谷川幸延の原作を依田義賢と共同で脚色した。
1950年代には、斎藤寅次郎の監督作のシナリオを書き、大映京都撮影所で映画化され、1957年（昭和32年）、同撮影所が製作した斎藤監督の『南蛮寺の佝僂男』の脚本を書いた後は、映画脚本の一線を退いた。
1970年（昭和45年）9月27日、死去した。満70歳没。1980年、第4回シナリオ功労賞（協同組合日本シナリオ作家協会主催）を受賞。

## おもなフィルモグラフィ
特筆以外は脚本・脚色である。
- 『鉄腕』 : 監督蔦見丈夫、原作井口静波、松竹蒲田撮影所、1926年 - 脚本家デビュー
- 『学生ロマンス 若き日』 : 監督・潤色小津安二郎、松竹蒲田撮影所、1929年 - 原作・脚色
- 『落第はしたけれど』 : 監督・原作小津安二郎、松竹蒲田撮影所、1930年
- 『マダムと女房』 : 監督五所平之助、原作・脚色北村小松、松竹蒲田撮影所、1931年 - ギャグマン
- 『銀座の柳』 : 監督五所平之助、原作西条八十、松竹蒲田撮影所、1932年
- 『大人の見る繪本 生れてはみたけれど』 : 監督小津安二郎、原作ゼェームス・槇（小津安二郎）、潤色燻屋鯨兵衛（同）、松竹蒲田撮影所、1932年
- 『天国に結ぶ恋』 : 監督五所平之助、松竹蒲田撮影所、1932年
- 『恋の花咲く 伊豆の踊子』 : 監督五所平之助、原作川端康成、松竹蒲田撮影所、1933年 - 増補・脚色
- 『処女よ、さよなら』 : 監督五所平之助、松竹蒲田撮影所、1933年 - 原作・脚色
- 『和製キング・コング』 : 監督斎藤寅次郎、松竹蒲田撮影所、1933年 - 原作・脚色
- 『人生のお荷物』 : 監督五所平之助、松竹蒲田撮影所、1935年 - 原作・脚色
- 『女は何故怖い』 : 監督・原作斎藤寅次郎、松竹大船撮影所、1936年
- 『少年航空兵』 : 監督佐々木康、松竹大船撮影所、1936年 - 原作・脚色
- 『荒城の月』 : 監督佐々木啓祐、松竹大船撮影所、1937年 - 原作・脚色
- 『淑女は何を忘れたか』 What Did the Lady Forget? : 監督小津安二郎、松竹大船撮影所、1937年 - ゼームス・槇（小津）と共同で脚本
- 『敵は幾万ありとても』 : 監督斎藤寅次郎、東宝、1944年 - 山形雄策と共同で脚本
- 『千日前附近』 : 監督マキノ正博、原作長谷川幸延、松竹京都撮影所、1945年 - 依田義賢と共同で脚本
- 『ニコニコ大会 追ひつ追はれつ』 : 監督川島雄三、原作サトウ・ハチロー、松竹大船撮影所、1946年
- 『音楽五人男』 : 監督小田基義、原作長谷川幸延、東宝、1947年
- 『それは或る夜の事だった』 : 監督斎藤寅次郎、新東宝映画 / 東宝、1947年
- 『湯の町悲歌』 : 監督野村浩将、原案佃血秋、新東宝、1949年 - 「錦美奈仁」名義[6]
- 『東京キッド』 : 監督斎藤寅次郎、原作長瀬喜伴、松竹大船撮影所、1950年
- 『海の小扇太』 : 監督志村敏夫、原作林房雄、宝塚映画製作所 / 東宝、1955年
- 『お父さんはお人好し』 : 監督斎藤寅次郎、原作長沖一、大映京都撮影所、1955年
- 『女の足あと』 : 監督渋谷実、松竹大船撮影所、1956年 - 田中澄江・渋谷実と共同で脚本
- 『一夜の百万長者』 : 監督斎藤寅次郎、原案浅井昭三郎・松村正温、大映京都撮影所、1957年
- 『南蛮寺の佝僂男』[5] : 監督斎藤寅次郎、大映京都撮影所、1957年 - 遺作
- 『泣いてたまるか』第14話『生れてはみたけれど』 : 監督生駒千里、テレビ映画、1966年 - 原作

## 註
1. 1 2 3 4 5 6 7  伏見晃、『講談社 日本人名大辞典』、講談社、コトバンク、2010年3月25日閲覧。
2. ↑  錦美奈仁、allcinema ONLINE, 2010年3月25日閲覧。
3. 1 2 3 4 5 6 7 8  伏見晁、日本映画データベース、2010年3月25日閲覧。
4. ↑  千日前附近、日本映画データベース、2010年3月25日閲覧。
5. 1 2  南蛮寺の佝僂男、キネマ旬報映画データベース、2010年3月25日閲覧。
6. ↑  湯の町悲歌、キネマ旬報映画データベース、2010年3月25日閲覧。